# Henrik Schück
Henrik Schück (2 novembre 1855 - 3 octobre 1947) est un historien littéraire suédois, professeur d'université et auteur.

## Biographie
Johan Henrik Emil Schück est professeur à l'Université de Lund de 1890 à 1898. Il est ensuite professeur à l'Université d'Uppsala de 1898 à 1920 et plus tard recteur de 1905 à 1918. 
Il est membre de l'Académie suédoise de 1913 à 1947, occupant le fauteuil 3, ainsi que membre du comité Nobel de l'académie de 1920 à 1936 et président du conseil d'administration de la Fondation Nobel de 1918 à 1929. Il est également membre de l'Académie royale suédoise des belles-lettres, d'histoire et des antiquités et de l'Académie royale des sciences de Suède,.
En 1880, Schück est l'un des fondateurs de la Société suédoise de littérature à Uppsala. Il se forge une réputation d'historien littéraire de premier plan. Il travaille au développement des études de littérature historique avec le professeur d'université et bibliothécaire de la Bibliothèque Nobel de l'Académie suédoise, Karl Johan Warburg (1852-1918). Ils rejoignent Illustrerad svensk litteraturhistoria, qui couvre la littérature suédoise pour la période allant jusqu'en 1870. 
Il a également écrit une série de biographies de personnages historiques, dont Engelbrekt Engelbrektsson, Olaus Petri, le roi Gustave III et William Shakespeare.

## Œuvres
- William Schakspere, hans lif och verksamhet, (1883-1884)
- Skrifter i svensk litteraturhistoria, (1887)
- Våra äldsta historiska folkvisor, (1891)
- Lars Wivallius, hans lif och dikter, 2 vol., (1893-1895)
- Allmän litteraturhistoria, (plusieurs versions)
- Bidrag jusqu'à svensk bokhistoria, (1900)
- Engelbrekt (1915)
- Illustrerad svensk litteraturhistoria, trois volumes; avec Karl Warburg (1917–18)